# Angela Gheorghiu
Angela Gheorghiu (Angela Burlacu) (Adjud, Rumania, 7 de septiembre de 1965) es una soprano lírica rumana. Destaca en los repertorios italiano y francés, romántico y verista, especialmente en óperas de Puccini y Verdi, y está considerada la mejor Violeta de los últimos veinte años, así como una de las mejores representantes de las cuerdas líricas de Mimí y Magda en su generación.
Sus principales roles son Violetta, Mimí, Magda, Adina, Julieta, Nedda, Suzel, Marguerite de Fausto, Leonora, Liú, Micaela, Amelia, Tosca, Manon, Carmen y Charlotte en Werther.

## Carrera musical

### Formación e inicios (1990-1999)
Hija de un maquinista de trenes, estudió en la Academia de Bucarest con Mia Barbu y se graduó en 1990, año de la caída del régimen de Nicolae Ceauşescu. Se inició en Cluj como Mimí en La Bohème in 1990 y ganó la International Hans Gabor Belvedere Singing Competition en 1990.
Su debut internacional fue en 1992 como Zerlina en Don Giovanni en Covent Garden y en la Wiener Staatsoper como Adina en El elixir de amor. En 1994 Georg Solti la eligió para una nueva producción de La Traviata en Londres que la consagró internacionalmente.
Gheorghiu tuvo una relación problemática con el exgerente general del Metropolitan Opera de Nueva York, Joseph Volpe, después de su debut allí como Mimí en 1993. En 1996, Gheorghiu fue seleccionada como Micaela en una nueva producción de Carmen de Bizet, junto a Waltraud Meier y Plácido Domingo. La producción de Franco Zeffirelli exigió que Micaela llevara una peluca rubia, lo que a Gheorghiu no le gustó. Cuando el Met llevó la producción al Japón en 1997, ella se negó a usarla en la primera noche, a lo que Volpe declaró, "La peluca va, contigo o sin ti" y la reemplazó con una suplente.
Apareció en el Met nuevamente en 1998 para seis actuaciones de Romeo y Julieta de Gounod con su esposo, el tenor Roberto Alagna como Romeo. Gheorghiu y Alagna regresaron a la Ópera Metropolitana para cinco funciones de El elixir de amor de Donizetti en 1999.

### Consagración internacional (2000 - 2010)
Ha grabado Tosca (también incluida en una película en 2001, dirigida por el director francés Benoît Jacquot) y Leonora en El trovador para EMI y cantó en su primera Tosca en la Royal Opera House, Covent Garden, en 2006. Su actuación fue un éxito general, aunque debido a que la famosa producción Zeffirelli de 1964 fue reemplazada por una nueva producción (que se estrenó con ella), hubo una comparación entre las Toscas de Gheorghiu y Maria Callas, para quien se diseñó la producción de Zeffirelli.
Gheorghiu participa en muchos conciertos, cantando sola o junto con otros colegas. Entre los más importantes, la reapertura de la Royal Opera House Covent Garden (1999) y el Teatro Malibran en Venecia (2001) y la apertura del Palacio de las Artes Reina Sofía, el nuevo auditorio de la ópera de Valencia, en presencia de la Reina Sofía de España (2005). Cantó en el Prom at the Palace (2002), el evento que marcó el Jubileo de Oro de Elizabeth II, un concierto que está disponible en DVD. En 2012, Gheorghiu fue invitada de honor en una gala de la London Royal Opera House a la que también asistió Elizabeth II. La soprano rumana cantó en el evento, que se organizó para recaudar fondos para la Royal Opera House Foundation. También cantó en la Gala del Jubileo de la Reina Beatriz en Ámsterdam (2005), en el Concierto de Nochevieja en la Ópera Garnier en París (2006), en el Concierto Met Summer en Prospect Park, Nueva York (2008) y en el Concierto conmemorativo para Luciano Pavarotti en Petra, donde también realizó un dúo no convencional de "Là ci darem la mano" de Don Giovanni de Mozart con Sting (2008).
Gheorghiu también actuó en el Met como Liú en Turandot en 2000; como Violetta en La traviata frente a Jonas Kaufmann en 2006 y 2007; como Amelia en Simón Boccanegra de Verdi en 2007; como Mimí en La bohème en 2008; como Magda en la temporada 2008/2009 en La rondine, la primera representación de la ópera del Met desde 1936; y para la temporada 2009/2010 apareció como Violetta.
En septiembre de 2007 Gheorghiu fue despedida de la producción de La bohème de la Opera lirica de Chicago por el gerente general William Mason, por faltar a los ensayos y por su comportamiento generalmente "poco profesional". Gheorghiu dijo en un comunicado que se había perdido algunos ensayos para pasar tiempo con su esposo, que estaba cantando en el Met en Roméo et Juliette y ensayando para Madama Butterfly de Puccini y agregó: "He cantado Bohème cientos de veces, y pensé que faltar a unos pocos ensayos no sería una tragedia."
Seis semanas después, Gheorghiu hizo su debut en la Ópera de San Francisco recibiendo críticas favorables para su Magda en la nueva producción de la compañía de La rondine. La producción de la Ópera de San Francisco se originó en la Royal Opera House de Londres, donde se estrenó el 7 de mayo de 2002 con Gheorghiu y Alagna como Magda y su amante Ruggero. Es una producción que ella admira particularmente: "Cuando se abrió el telón en La rondine en Covent Garden, la audiencia se quedó boquiabierta y aplaudió. La gente quiere soñar. Si los directores quieren hacer algo nuevo con óperas, ¿por qué no hacer algo bello?"
El 31 de diciembre de 2008 Gheorghiu estrenó la nueva producción de La rondine en el Metropolitan Opera, junto con Roberto Alagna, Marius Brenciu, Lisette Oropesa y Samuel Ramey. La ópera se realizó por última vez en el Met hacía más de 70 años. Ella recibió críticas favorables para su Magda: "Gheorghiu personifica el papel, como actriz y cantante, con su carisma natural". La opinión del New York Times fue más mixta: "La Sra. Gheorghiu , como Magda, canta con un sonido reluciente y colores maravillosamente oscuros en el fuerte registro superior de su voz. Pero la riqueza terrenal de su canto de rango medio a veces se vuelve entrecortada, y su voz baja es curiosamente débil ".
En agosto de 2009, Gheorghiu canceló todas sus actuaciones programadas para el 2010 de Carmen, por "razones personales". Debía haber sido su primera presentación pública del papel principal (escrita y normalmente cantada por una mezzo soprano). Esto fue más tarde atribuido a su separación de su esposo, Roberto Alagna, quien estaba programado para cantar frente a ella. También canceló otras actuaciones de Met programadas para fines de 2010.
En 2009, Gheorghiu fue invitada a honrar a Grace Bumbry durante la trigésimo segunda edición de los Kennedy Center Honors, en Washington D. C. Interpretó "Vissi d'arte" de Tosca de Puccini en presencia de Barack Obama.
En noviembre de 2010, Gheorghiu hizo su debut en Adriana Lecouvreur de Francesco Cilea, una nueva producción de la Royal Opera House, Covent Garden. The Observer escribió: "Es difícil imaginar a alguien mejorando a Angela Gheorghiu en este papel. Su voz, ligera como la pluma y cremosa pero con un núcleo de acero, coincide con la forma líquida en que se mueve en el escenario. Es una actriz natural e hizo de la muerte improbable una escena desgarradoramente creíble y su aria de firma 'Poveri fiori' fue simplemente inolvidable. "

### Años de madurez interpretativa. Desde 2011
En julio de 2011 Gheorghiu cantó el papel principal en Tosca en la Royal Opera House dirigida por Antonio Pappano, y el septiembre siguiente regresó allí para la reactivación de Fausto, que se transmitió en vivo en cines de todo el mundo. En abril de 2012, apareció por primera vez en el Teatro Colón, Buenos Aires, en un concierto de dúos con Roberto Alagna.
En febrero de 2012, Gheorghiu fue invitada especial en el Vienna Opera Ball, donde actuó acompañada por el director Georges Prêtre y la Orquesta de la Ópera Estatal de Viena.
En junio de 2012, Gheorghiu celebró 20 años desde su debut en el escenario de la Royal Opera House de Londres, actuando en La bohème con Roberto Alagna. En julio de 2012, celebró su primera clase magistral en la Academia Georg Solti en Castiglione della Pescaia, Italia. Regresó a la Toscana para una segunda clase magistral en la Academia Georg Solti en 2016. En noviembre de 2012 regresó a la Ópera de San Francisco para actuar en la Tosca de Puccini. 
Gheorghiu regresó al Met en diciembre de 2014 para actuar con gran aclamación crítica como Mimì en La bohème, junto a Michael Fabiano.
En una entrevista con Kurier de febrero de 2014 Gheorghiu expresó interés en desempeñar el papel de Norma y en registrar el papel de Desdémona (Otello). Su debut en el papel más reciente fue como Charlotte en Werther de Massenet en marzo de 2015 en la Ópera Estatal de Viena, con gran aclamación de la crítica. Gheorghiu también interpretó el papel de Charlotte en agosto de 2015 en el Festival de Salzburgo en una versión de concierto con gran éxito.
En julio de 2015, Gheorghiu hizo su debut en el Festival de Verbier en Suiza con el guitarrista Miloš Karadaglić en un recital especial en The Église.
En octubre de 2015, Gheorghiu apareció por primera vez en Australia, actuando en dos conciertos de gala excepcionales en la Ópera de Sídney y en el Hammer Hall, Arts Centre Melbourne.
Gheorghiu realizó su primera Tosca en el Met, en la producción de Luc Bondy en la temporada 2015/16 con excelentes críticas: "el famoso" Vissi d'arte "fue fácilmente el momento más conmovedor de la noche desde todos los ángulos... En el clímax del aria, su voz se elevó en el teatro en dolorosa angustia y sus notas finales se extendieron con un aliento aparentemente interminable". "El color de su voz es precioso; su tono es suave y lleno, suave pero con un un toque de limón". "¡Su idiosincrática y fascinante, a veces enloquecedora, siempre fascinante, Floria Tosca se convirtió inevitablemente en la razón de ser de la noche!"
En noviembre de 2015, Gheorghiu actuó en la Gala de la Ópera Richard Tucker, "el evento más esperado de la temporada en el mundo de la ópera", en el David Geffen Hall, del Lincoln Center for the Performing Arts, en Nueva York. La gala se transmitió el 5 de febrero de 2016 en PBS. Gheorghiu también cantó en la Gala de la ópera Richard Tucker en 1999.
En noviembre de 2015, Gheorghiu cantó en el Baile de Ópera Yelena Obraztsova en el Teatro Bolshói de Moscú, Rusia. El 29 de noviembre de 2015, Gheorghiu realizó un concierto humanitario en el Ateneo rumano para recaudar fondos para las víctimas del incendio del club nocturno Colectiv. El concierto fue organizado en sociedad con la Orquesta Filarmónica George Enescu y Coro y el director de orquesta Tiberiu Soare. En diciembre de 2015, Gheorghiu cantó junto con Ramón Vargas y Ghiţă Petean en un concierto de gala en la Ópera de Montecarlo. Todas las ganancias de este concierto se destinaron a la Fundación establecida por la desaparición del hijo de Ramón Vargas, Eduardo, a la edad de seis años ("Fondo en memoria de Eduardo Vargas").
En 2016 Gheorghiu regresó en el papel principal de Tosca de Puccini a la Royal Opera House y recibió gran aclamación de la crítica. Gheorghiu estaba programada para aparecer en 5 funciones, pero cantó en un total de 7 actuaciones. También regresó como Tosca en el Wiener Staatsoper junto a Jonas Kaufmann y Bryn Terfel en abril de 2016. En septiembre de 2016 Gheorghiu actuó en Tosca en el Staatsoper Berlin con "una ovación fuerte y prolongada".
2017 marca 25 años desde el debut internacional de Gheorghiu en la Royal Opera House en 1992. Actuó en Adriana Lecouvreur en la Royal Opera House de Londres en febrero de 2017.
En septiembre de 2017, Angela Gheorghiu participa en el concierto del décimo aniversario de Luciano Pavarotti en la Arena de Verona, actuando con Plácido Domingo, José Carreras, Il Volo y Massimo Ranieri.

## Voz
Sus características vocales pertenecen a las de una soprano lírica. Habitualmente su registro se extiende hasta un re de la sexta octava, aunque ha demostrado que puede llegar a un mi bemol en el aria "Vien Diletto" de Bellini. Su voz es potente, sonora y su timbre personal la caracteriza internacionalmente. 

## Cine

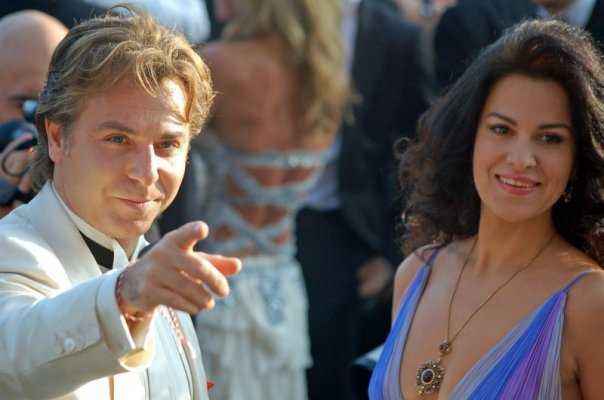
Roberto Alagna y Angela Gheorghiu en Cannes

Angela Gheorghiu es una de las cantantes con mayores dotes interpretativas, motivo por el cual ha rodado para cine y televisión varias óperas junto Roberto Alagna.
En diciembre del 2000, Gheorghiu interpretó el papel principal en la película Tosca, dirigida por Benoit Jacquot, junto con Roberto Alagna y Ruggero Raimondi. Un año después, en 2002, Gheorghiu interpretó a Juliette en la película Roméo et Juliette, junto a Roberto Alagna y Tito Beltrán, también lanzada en DVD.

## Vida personal
Divorciada de su primer marido, de quien conserva el apellido Gheorghiu, se casó con el tenor italo-francés Roberto Alagna en 1996, con quien apareció a menudo en escena y en grabaciones. Pero en octubre de 2009 anunció su separación y su cancelación del proyecto Carmen en el Metropolitan Opera. El divorcio, sin embargo, fue cancelado en diciembre de 2009. 
En una entrevista en marzo de 2011 con el Daily Express, declaró que ella y Alagna volvían a estar juntos, y se los vio juntos en marzo de 2011 tras los bastidores de la Royal Opera House de Londres, donde Alagna se presentaba en Aida. También afirmó en la entrevista que, aunque todavía quería cantar por separado de su marido por un tiempo, esperaba ansiosamente el día en que pudieran retirarse juntos. Más tarde ese año, abrieron conjuntamente un anfiteatro griego en el Emirato de Catar. En junio de 2012, cantaron juntos en dos presentaciones de La Bohème en The Royal Opera House para conmemorar los 20 años desde que se conocieron en la misma producción. También cantaron en un concierto conjunto en Buenos Aires, y planearon cantar juntos en Manon Lescaut y Adriana Lecouvreur en temporadas futuras. Gheorghiu dijo de su separación: "Fue estúpido por nuestra parte estar separados".
Sin embargo, en enero de 2013, ella anunció que habían acordado el divorcio.

## Personalidad y controversias
Sobre el idioma en el que prefiere cantar, Gheorghiu se decanta por el italiano, que es, en su opinión, una lengua de "gran musicalidad", totalmente apropiada para el canto gracias a su vocalidad, y esto, ha recordado, es algo que "sabía perfectamente Mozart", que eligió el idioma latino para muchas de sus óperas.
Desde su debut en el Metropolitan Opera en 1993 como Mimi, ha tenido problemas con esa y otras casas de ópera (su falta de asistencia a los ensayos provocó que fuera despedida de la producción de La Bohème en la Ópera Lírica de Chicago en 2007).
Según una de sus últimas entrevistas, la soprano rumana se niega a ser "la cobaya" de los directores escénicos que desean cambiarlo todo y ha reclamado más respeto de estos hacia todos los que hacen un espectáculo, desde el cantante hasta el maquillador.
Debe existir sobre todo una buena alianza entre el director y el artista para que salga una buena producción, ha afirmado la excelsa cantante en una entrevista en su camerino de la Royal Opera House.
No me gustan las puestas en escena en las que el director cambia la historia o plantea exigencias imposibles al cantante, ha criticado la soprano. Gheorghiu pone como ejemplo de lo que debe ser un regista al veterano Franco Zeffirelli, a quien define como un escenógrafo excelentemente preparado. El director debe amar su oficio
La soprano ha dicho haber conocido a directores que no dan ni los buenos días y otros que se aburren abiertamente con la obra de la que se han encargado cuando, subraya, es un oficio que hay que hacer con amor.
Gheorghiu ha afirmado no haber tenido nunca un instructor ni para la música ni para la voz. Todo lo he hecho sola, ha reconocido con un nada disimulado orgullo una diva operística, famosa por la seguridad en sí misma de la que hace gala.
Lo que siempre ha hecho y recomienda, sin embargo, es escuchar otras voces: Yo escucho a todo el mundo. Lo importante es escuchar y ver otros espectáculos. Yo veo todos los que puedo, ha asegurado.

## Premios y reconocimientos
Su trabajo ha sido reconocido con múltiples premios y honores:
- Ha sido honrada con la "Medalla Vermeille de la Ville de Paris"
- fue nombrada Oficial de la Orden de las Artes y las Letras y Caballero de la Orden de las Artes y las Letras por el Ministerio de Cultura de Francia.
- En diciembre de 2010 recibió el doctorado honoris causa por la Universidad de Artes de Iași de Rumania.
- En 2010 le fue concedida la "Estrella de Rumania", la condecoración más importante otorgada por el Presidente de Rumania.
- En octubre de 2012 le fue otorgada la condecoración real "Nihil Sine Deo" del rey Miguel I por promover los valores culturales rumanos en el exterior.
- En octubre de 2014 recibió el doctorado honoris causa por la Academia de Música Gheorghe Dima en Cluj-Napoca (Rumania).
- En octubre de 2015 fue galardonada con el Premio Cultural Europeo para la Música en Dresde, con motivo del 25 aniversario de la reunificación alemana.
- En mayo de 2017 recibió el doctorado honoris causa por la Universidad de Bucarest.

## Repertorio
- Giuseppe Verdi
  - Il trovatore (Leonora)
  - La traviata (Violetta)
  - Simón Boccanegra (Amelia)
- Giacomo Puccini
  - La bohème (Mimì)
  - Turandot (Liu)
  - Tosca (Tosca)
  - Il tabarro (Giorgetta)
  - Suor Angelica (Angelica)
  - Gianni Schicchi (Lauretta)
  - La rondine (Magda)
- Georges Bizet
  - Carmen (micaela)
- Jules Massenet
  - Manon (Manon)
- Pietro Mascagni
  - L'amico Fritz (Suzel)
- Gaetano Donizetti
  - L'elisir d'amore (Adina)
- Charles Gounod
  - Romeo Y Julieta (Julieta)
  - Faust (Marguerite)
- Francesco Cilea
  - Adriana Lecouvreur(Adriana)
- Umberto Giordano
  - Fedora(Fedora Romazov)

## Discografía selecta
- La Traviata con Frank Lopardo, Leo Nucci, Royal Opera House Covent Garden, Georg Solti (1994, CD e DVD) Decca
- Gheorghiu, Arias con John Mauceri, Orchestra del Teatro Regio di Torino, Decca (1996, CD)
- Duets & Arias con Roberto Alagna Royal Opera House (1996, CD)
- La Rondine, Angela Gheorghiu/Roberto Alagna/William Matteuzzi/Mulla Tchako/London Symphony Orchestra/Antonio Pappano, EMI (1997, CD)
- L'elisir d'amore diretta da Evelino Pidò con Roberto Alagna. Orchestre de l'Opéra de Lyon (1996, DVD e 2 CD) Decca
- My World. Songs from around the World con Malcolm Martineau, Decca (1998, CD)
- Verdi per due, duetti con Roberto Alagna, Claudio Abbado, Berliner Philharmoniker (1998, CD)
- Romeo e Giulietta con Angela Gheorghiu/Michel Plasson/Orchestre National du Capitole de Toulouse/Roberto Alagna, EMI (1998, DVD e 3 CD)
- Gianni Schicchi da “Il Trittico” di Puccini (1999, CD)
- Werther di Massenet con Angela Gheorghiu/Roberto Alagna/London Symphony Orchestra (LSO)/Antonio Pappano, EMI (1999, 2 CD)
- La Bohème diretta da Riccardo Chailly, Roberto Alagna e Elisabetta Scano con l'Orchestra del Teatro alla Scala di Milano (1998, CD) Decca
- Verdi Heroines con la Orchestra Sinfonica di Milano Giuseppe Verdi, Riccardo Chailly, Decca (2000, CD)
- Manon di Massenet con la Orchestra Sinfonica de la Monnaie di Bruxelles/Antonio Pappano/Roberto Alagna/Angela Gheorghiu, EMI (2000, 3 CD)
- Gheorghiu: Mysterium - Sacred Arias - Angela Gheorghiu/Ion Marin/London Philharmonic Orchestra, Decca (2001, CD)
- Gheorghiu, Live at the Royal Opera House Covent Garden - Angela Gheorghiu, recital EMI (2001, CD e DVD)
- Casta Diva, recital, EMI (2001, CD)
- Messa di requiem di Verdi,, Claudio Abbado (2001, CD)
- Il trovatore di Verdi con Alagna. London Symphony Orchestra, EMI (1994, 2 CD)
- Gheorghiu - A Portrait - Angela Gheorghiu, 2002 EMI
- Gheorghiu, The Essential Collection - Angela Gheorghiu, 2003 Decca
- Diva. Grands airs d'operas italiens et français (2004, CD)
- Carmen con l'Orchestre National du Capitole de Toulouse (2004, CD)
- Puccini. Opera Arias, con l'Orchestra Sinfonica di Milano Giuseppe Verdi, Anton Coppola, EMI (2005, CD)
- Concerto per Regina Beatrix Giubileo ad Amsterdam (2005, CD e DVD)
- Carmen con la Staatsoper Bayerisches Staatsorchester, Giuseppe Sinopoli (2006, cd)
- Live from La Scala, recital, EMI (2002, CD)
- Angela and Roberto Forever, con Roberto Alagna. Royal Opera House Covent Garden, EMI (2008, CD)
- Marius et Fanny de Vladimir Cosma (2008, CD)
- My Puccini EMI (2008, CD)
- L'amico Fritz de Pietro Mascagni, en vivo. Chor und Orchester der Deutschen Oper Berlin/Veronesi/Alagna/Gheorghiu, Deutsche Grammophon (2008, CD)
- Madama Butterfly, Jonas Kaufmann, con l'Orchestra e coro dell'Accademia nazionale di Santa Cecilia, Antonio Pappano (2009, 2 CD).
- Faust di Charles Gounod, performance live. Royal Opera House (2010, DVD)
- Fedora di Umberto Giordano, con Plácido Domingo e l'Orchestre symphonique de la Monnaie/Alberto Veronesi, Deutsche Grammophon (2010, 2 CD)
- Tosca, con Roberto Alagna y Ruggero Raimondi (2011)
- Homage to Maria Callas: Favourites Opera Arias (2011)
- O, ce veste minunata! Colinde romanesti (2013)

### DVD
- Adriana Lecouvreur dir Mark Elder con Jonas Kaufmann, Alessandro Corbelli. Royal Opera House Covent Garden (DVD e Blu-ray Disc 2011) Decca
- Elisir d'amore - Pidò/Gheorghiu/Alagna, 1996 Decca
- Traviata - Solti/Gheorghiu/Lopardo/Nucci, 1994 Decca
- La traviata - Lorin Maazel/Angela Gheorghiu/Ramón Vargas/Roberto Frontali, regia Liliana Cavani al Teatro alla Scala, 2007 Arthaus/RAI
- Tosca dir Antonio Pappano con Jonas Kaufmann, Bryn Terfel. Royal Opera House Covent Garden (DVD e Blu-ray Disc 2012) EMI
- Tosca (film 2001)
- La bohème - Gheorgiu/Arteta/Vargas/Luisotti, regia Zeffirelli, 2008 The Metropolitan Opera
- La rondine - Gheorghiu, Alagna, Brenciu, Ramey, direttore Marco Armiliato - MET Orchestra y Coro (DVD HD EMI Classics 2009)
- Faust - Antonio Pappano/Roberto Alagna/Bryn Terfel/Angela Gheorghiu/Simon Keenlyside/Sophie Koch, 2004 EMI
- Prom at the Palace con Roberto Alagna/Thomas Allen/Andrew Davis, 2002 Opus Arte/BBC
- Romeo y Giulietta - con Roberto Alagna, Arthaus Musik/Naxos